# Liste des épisodes du Renard

Cette page recense la liste des épisodes de la série télévisée Le Renard.

## Période Siegfried Löwitz (1977-1985)

### Saison 1 (1977)
| N° | N° Ep. | Titre Français             | Titre Original              | Réalisateurs        | Personnages principaux                     | Date de première diffusion |
| -- | ------ | -------------------------- | --------------------------- | ------------------- | ------------------------------------------ | -------------------------- |
| 1  | 1      | L'otage                    | Die Dienstreise             | Johannes Schaaf     | Erwin Köster; Gerd Heymann                 | 11.04.77                   |
| 2  | 2      | Jack Braun                 | Jack Braun                  | Wolfgang Becker     | Erwin Köster; Gerd Heymann                 | 17.04.77                   |
| 3  | 3      | Le Renard frappe deux fois | Der Alte schlägt zweimal zu | José Giovanni       | Erwin Köster; Gerd Heymann; Martin Brenner | 01.05.77                   |
| 4  | 4      | Toccata et fugue           | Toccata und fugue           | Wolfgang Becker     | Erwin Köster; Gerd Heymann; Martin Brenner | 15.05.77                   |
| 5  | 5      | Deux assassins             | Zwei Mörder                 | Alfred Vohrer       | Erwin Köster; Gerd Heymann                 | 26.06.77                   |
| 6  | 6      | Rêves fleuris              | Blütenträume                | Alfred Vohrer       | Erwin Köster; Gerd Heymann                 | 24.07.77                   |
| 7  | 7      | Faillite                   | Konkurs                     | Alfred Weidenmann   | Erwin Köster; Gerd Heymann; Martin Brenner | 04.09.77                   |
| 8  | 8      | La paie                    | Lohngeld                    | Dietrich Haugk (de) | Erwin Köster; Gerd Heymann; Martin Brenner | 02.10.77                   |
| 9  | 9      | Verena et Annabella        | Verena und Annabella        | Alfred Vohrer       | Erwin Köster; Gerd Heymann                 | 27.11.77                   |

### Saison 2 (1978)
| N° | N° Ep | Titre Français         | Titre Original           | Personnages principaux                     | Date de première diffusion |
| -- | ----- | ---------------------- | ------------------------ | ------------------------------------------ | -------------------------- |
| 1  | 10    | Refroidissement en été | Erkältung im Sommer      | Erwin Köster; Gerd Heymann; Martin Brenner | 27.01.78                   |
| 2  | 11    | Musique de nuit        | Nachtmusik               | Erwin Köster; Gerd Heymann; Martin Brenner | 17.02.78                   |
| 3  | 12    | Une valise             | Ein Koffer               | Erwin Köster; Gerd Heymann                 | 17.03.78                   |
| 4  | 13    | L'enfant de la haine   | Ein unkomplizierter Fall | Erwin Köster; Gerd Heymann                 | 21.04.78                   |
| 5  | 14    | Boomerang              | Bumerang                 | Erwin Köster; Gerd Heymann; Martin Brenner | 19.05.78                   |
| 6  | 15    | Témoignages            | Zeugenaussagen           | Erwin Köster; Gerd Heymann; Martin Brenner | 23.06.78                   |
| 7  | 16    | Le pélican             | Der Pelikan              | Erwin Köster; Gerd Heymann                 | 21.07.78                   |
| 8  | 17    | L'épouse du détenu     | Die Sträflingsfrau       | Erwin Köster; Gerd Heymann; Martin Brenner | 11.08.78                   |
| 9  | 18    | La colonne             | Die Kolonne              | Erwin Köster; Gerd Heymann                 | 08.09.78                   |
| 10 | 19    | Le bel Alex            | Der schöne Alex          | Erwin Köster; Gerd Heymann; Martin Brenner | 06.10.78                   |
| 11 | 20    | Vengeance              | Die Rache                | Erwin Köster; Gerd Heymann; Martin Brenner | 03.11.78                   |
| 12 | 21    | Le joueur              | Der Spieler              | Erwin Köster; Gerd Heymann; Martin Brenner | 24.11.78                   |
| 13 | 22    | L'héritage de Marholm  | Marholms Erben           | Erwin Köster; Gerd Heymann; Martin Brenner | 29.12.78                   |

### Saison 3 (1979)
| N° | N° Ep | Titre Français            | Titre Original             | Personnages principaux                                | Date de première diffusion |
| -- | ----- | ------------------------- | -------------------------- | ----------------------------------------------------- | -------------------------- |
| 1  | 23    | Le précipice              | Der Abgrund                | Erwin Köster; Gerd Heymann                            | 19.01.79                   |
| 2  | 24    | Lippman est porté disparu | Lippmann wird vermisst     | Erwin Köster; Gerd Heymann; Martin Brenner            | 16.02.79                   |
| 3  | 25    | L'attentat meurtrier      | Mordanschlag               | Erwin Köster; Gerd Heymann; Martin Brenner            | 16.03.79                   |
| 4  | 26    | Efficacité                | Neue Sachlichkeit          | Erwin Köster; Gerd Heymann                            | 20.04.79                   |
| 5  | 27    | Le commanditaire          | Der Auftraggeber           | Erwin Köster; Gerd Heymann; Martin Brenner            | 18.05.79                   |
| 6  | 28    | Témoins oculaire          | Pensionstod                | Erwin Köster; Gerd Heymann; Martin Brenner            | 15.06.79                   |
| 7  | 29    | Vers le Canada            | Nach Kanada                | Erwin Köster; Gerd Heymann; Martin Brenner            | 06.07.79                   |
| 8  | 30    | Le doute et la peur       | Teufelsbrut                | Erwin Köster; Gerd Heymann; Martin Brenner            | 10.08.79                   |
| 9  | 31    | Le parasite               | Ein Parasit                | Erwin Köster; Gerd Heymann; Martin Brenner            | 14.09.79                   |
| 10 | 32    | Vieux camarades           | Alte Kameraden             | Erwin Köster; Gerd Heymann; Martin Brenner; Meyer Zwo | 12.10.79                   |
| 11 | 33    | Une grande famille        | Eine grosse Familie        | Erwin Köster; Gerd Heymann; Martin Brenner            | 02.11.79                   |
| 12 | 34    | Le mensonge               | Die Lüge                   | Erwin Köster; Gerd Heymann; Martin Brenner            | 30.11.79                   |
| 13 | 35    | Illusions                 | Illusionen über einen Mord | Erwin Köster; Gerd Heymann; Martin Brenner            | 28.12.79                   |

### Saison 4 (1980)
| N° | N° Ep | Titre Français     | Titre Original               | Personnages principaux                                | Date de première diffusion |
| -- | ----- | ------------------ | ---------------------------- | ----------------------------------------------------- | -------------------------- |
| 1  | 36    | Le nouveau         | Der Neue                     | Erwin Köster; Gerd Heymann; Martin Brenner; Meyer Zwo | 18.01.80                   |
| 2  | 37    | Menaces            | Morddrohung                  | Erwin Köster; Gerd Heymann; Meyer Zwo                 | 01.02.80                   |
| 3  | 38    | Magdalena          | Magdalena                    | Erwin Köster; Gerd Heymann; Meyer Zwo                 | 14.03.80                   |
| 4  | 39    | La main morte      | Die tote Hand                | Erwin Köster; Gerd Heymann; Meyer Zwo                 | 11.04.80                   |
| 5  | 40    | Le dernier mot     | Das letzte Wort hat die Tote | Erwin Köster; Gerd Heymann; Meyer Zwo                 | 09.05.80                   |
| 6  | 41    | Meurtre programmé  | Mord nach Plan               | Erwin Köster; Gerd Heymann; Martin Brenner            | 06.06.80                   |
| 7  | 42    | En toute amitié    | Sportpalastwalzer            | Erwin Köster; Gerd Heymann; Martin Brenner            | 04.07.80                   |
| 8  | 43    | Amour fraternel    | Bruderliebe                  | Erwin Köster; Gerd Heymann; Martin Brenner            | 08.08.80                   |
| 9  | 44    | Le détective       | Der Detektiv                 | Erwin Köster; Gerd Heymann; Martin Brenner            | 29.08.80                   |
| 10 | 45    | Un ami             | Der Freund                   | Erwin Köster                                          | 26.09.80                   |
| 11 | 46    | L'erreur           | Der Irrtum                   | Erwin Köster; Gerd Heymann; Martin Brenner            | 29.10.80                   |
| 12 | 47    | Poste de confiance | Vertrauensstellung           | Erwin Köster; Gerd Heymann; Martin Brenner            | 14.11.80                   |

### Saison 5 (1981)
| N° | N° Ep. | Titre Français  | Titre Original                | Personnages principaux                                | Date de première diffusion |
| -- | ------ | --------------- | ----------------------------- | ----------------------------------------------------- | -------------------------- |
| 1  | 48     | Non lieu        | Freispruch                    | Erwin Köster; Gerd Heymann; Martin Brenner            | 09.01.81                   |
| 2  | 49     | Lundi noir      | Schwarzer Montag              | Erwin Köster; Gerd Heymann; Martin Brenner; Meyer Zwo | 13.02.81                   |
| 3  | 50     | Jusqu'à la mort | Bis dass der Tod uns scheidet | Erwin Köster; Gerd Heymann; Martin Brenner            | 20.03.81                   |
| 4  | 51     | Le rat          | Die Ratte                     | Erwin Köster; Gerd Heymann; Martin Brenner; Meyer Zwo | 10.05.81                   |
| 5  | 52     | Le tzigane      | Der Zigeuner                  | Erwin Köster; Gerd Heymann; Martin Brenner            | 15.06.81                   |
| 6  | 53     | L'inconnu       | Die Unbekannte                | Erwin Köster; Martin Brenner; Meyer Zwo               | 31.07.81                   |
| 7  | 54     | Le jardinier    | Der Gärtner                   | Erwin Köster; Gerd Heymann; Martin Brenner            | 30.10.81                   |
| 8  | 55     | Permission      | Urlaub aus dem Knast          | Erwin Köster; Gerd Heymann; Martin Brenner            | 27.11.81                   |

### Saison 6 (1982)
| N° | N° Ep. | Titre Français                      | Titre Original             | Personnages principaux                                | Date de première diffusion |
| -- | ------ | ----------------------------------- | -------------------------- | ----------------------------------------------------- | -------------------------- |
| 1  | 56     | Point de non retour                 | Tod eines Aussteigers      | Erwin Köster; Gerd Heymann; Martin Brenner            | 08.01.82                   |
| 2  | 57     | La cuisine du diable                | Teufelsküche               | Erwin Köster; Gerd Heymann; Martin Brenner; Meyer Zwo | 12.02.82                   |
| 3  | 58     | On ne prend pas les morts en chasse | Tote Lumpen jagt mal nicht | Erwin Köster; Gerd Heymann; Martin Brenner; Meyer Zwo | 26.03.82                   |
| 4  | 59     | Haine                               | Hass                       | Erwin Köster; Gerd Heymann; Martin Brenner; Meyer Zwo | 07.05.82                   |
| 5  | 60     | Attaque à main armée                | Der Überfall               | Erwin Köster; Gerd Heymann; Martin Brenner; Meyer Zwo | 25.06.82                   |
| 6  | 61     | Une femme a disparu                 | Eine Frau ist verschwunden | Erwin Köster; Gerd Heymann; Martin Brenner; Meyer Zwo | 30.07.82                   |
| 7  | 62     | Le fil rouge                        | Der rote Faden             | Erwin Köster; Gerd Heymann; Meyer Zwo                 | 13.08.82                   |
| 8  | 63     | Le butin                            | Die Beute                  | Erwin Köster; Gerd Heymann; Martin Brenner            | 10.09.82                   |
| 9  | 64     | Je te tuerai                        | Ich werde dich töten       | Erwin Köster; Gerd Heymann; Martin Brenner            | 08.10.82                   |
| 10 | 65     | Dimanche sanglant                   | Tod am Sonntag             | Erwin Köster; Gerd Heymann; Martin Brenner; Meyer Zwo | 12.11.82                   |

### Saison 7 (1983)
| N° | N° Ep. | Titre Français          | Titre Original            | Personnages principaux                                | Date de première diffusion |
| -- | ------ | ----------------------- | ------------------------- | ----------------------------------------------------- | -------------------------- |
| 1  | 66     | La piste d'un invisible | Spuren einer Unsichtbaren | Erwin Köster; Gerd Heymann; Martin Brenner            | 18.02.83                   |
| 2  | 67     | L'héritière             | Kalt wie Diamant          | Erwin Köster; Gerd Heymann; Martin Brenner; Meyer Zwo | 18.03.83                   |
| 3  | 68     | Le quatrième homme      | Der vierte Mann           | Erwin Köster; Gerd Heymann; Martin Brenner            | 26.04.83                   |
| 4  | 69     | Un mort dans la voiture | Der Tote im Wagen         | Erwin Köster; Gerd Heymann; Martin Brenner            | 20.05.83                   |
| 5  | 70     | A la vie, à la mort     | Auf Leben und Tod         | Erwin Köster; Gerd Heymann; Martin Brenner            | 03.06.83                   |
| 6  | 71     | L'amour a son prix      | Liebe hat ihren Preis     | Erwin Köster; Gerd Heymann; Martin Brenner            | 07.10.83                   |
| 7  | 72     | Coup sombre             | Kahlschlag                | Erwin Köster; Gerd Heymann                            | 14.10.83                   |
| 8  | 73     | Service entre amis      | Freundschaftsdienst       | Erwin Köster; Gerd Heymann; Martin Brenner; Meyer Zwo | 21.10.83                   |
| 9  | 74     | La mort ne coûte rien   | Umsonst ist der Tod       | Erwin Köster; Gerd Heymann; Martin Brenner; Meyer Zwo | 28.10.83                   |
| 10 | 75     | Explosion dans l'ombre  | Explosion aus dem Dunkeln | Erwin Köster; Gerd Heymann; Martin Brenner            | 16.12.83                   |

### Saison 8 (1984)
| N° Ep | N° Ep. | Titre Français            | Titre Original              | Personnages principaux                                | Date de première diffusion |
| ----- | ------ | ------------------------- | --------------------------- | ----------------------------------------------------- | -------------------------- |
| 1     | 76     | Cavalier seul             | Alleingang                  | Erwin Köster; Gerd Heymann; Martin Brenner; Meyer Zwo | 84 (non précisée)          |
| 2     | 77     | Deux cercueils            | Zwei Särge aus Florida      | Erwin Köster; Gerd Heymann; Martin Brenner            | 03.02.84                   |
| 3     | 78     | Aveux parfaits            | Perfektes Geständnis        | Erwin Köster; Gerd Heymann; Meyer Zwo                 | 09.03.84                   |
| 4     | 79     | Pas question de crime     | Von Mord war nicht die Rede | Erwin Köster; Gerd Heymann; Martin Brenner            | 06.04.84                   |
| 5     | 80     | Septième rangée, tombe 11 | Reihe 7 Grab 11             | Erwin Köster; Gerd Heymann; Martin Brenner            | 04.05.84                   |
| 6     | 81     | La voyante                | Die Hellseherin             | Erwin Köster; Gerd Heymann; Martin Brenner; Meyer Zwo | 01.06.84                   |
| 7     | 82     | L'évasion                 | Fluchthilfe                 | Erwin Köster; Gerd Heymann; Martin Brenner; Meyer Zwo | 06.07.84                   |
| 8     | 83     | L'inconnu                 | Der Unbekannte im Spiel     | Erwin Köster; Gerd Heymann; Martin Brenner            | 84 (non précisée)          |
| 9     | 84     | Focal 1000                | Brennweite Tausend          | Erwin Köster; Gerd Heymann; Martin Brenner            | 21.09.84                   |
| 10    | 85     | La fin des fins           | Das Ende vom Lied           | Erwin Köster; Gerd Heymann; Martin Brenner; Meyer Zwo | 12.10.84                   |
| 11    | 86     | Camarade de classe        | Der Klassenkamerad          | Erwin Köster; Gerd Heymann; Martin Brenner; Meyer Zwo | 09.11.84                   |
| 12    | 87     | La morte du parc          | Die Tote im Schlosspark     | Erwin Köster; Gerd Heymann; Martin Brenner            | 07.12.84                   |

### Saison 9 (1985)
| N° | N° Ep. | Titre Français      | Titre Original           | Personnages principaux                                          | Date de première diffusion |
| -- | ------ | ------------------- | ------------------------ | --------------------------------------------------------------- | -------------------------- |
| 1  | 88     | Une morte en safari | Eine Tote auf Sahari     | Erwin Köster; Gerd Heymann; Martin Brenner                      | 85                         |
| 2  | 89     | Le suicide          | Der Selbstmord           | Erwin Köster; Gerd Heymann; Martin Brenner                      | 85                         |
| 3  | 90     | Meurtre en douce    | Flüstermord              | Erwin Köster; Gerd Heymann; Martin Brenner                      | 85                         |
| 4  | 91     | Double mixte        | Gemischtes Doppel        | Erwin Köster; Gerd Heymann; Martin Brenner; Löwinger            | 85                         |
| 5  | 92     | Précipitations      | Hals über Kopf           | Erwin Köster; Gerd Heymann; Martin Brenner; Meyer Zwo           | 85                         |
| 6  | 93     | Les frères Schlawe  | ...tot ist tot           | Erwin Köster; Gerd Heymann; Martin Brenner; Meyer Zwo           | 85                         |
| 7  | 94     | Mort au sauna       | Die Tote in der Sauna    | Erwin Köster; Gerd Heymann; Martin Brenner; Meyer Zwo; Löwinger | 85                         |
| 8  | 95     | Le garde du corps   | Der Leibwächter          | Erwin Köster; Gerd Heymann; Martin Brenner, Meyer Zwo           | 85                         |
| 9  | 96     | Récidiviste         | Wiederholungstäter       | Erwin Köster; Gerd Heymann; Martin Brenner; Löwinger            | 85                         |
| 10 | 97     | Le fils             | Der Sohn                 | Erwin Köster; Gerd Heymann; Martin Brenner; Meyer Zwo           | 85                         |
| 11 | 98     | La peur             | Die Angst des Apothekers | Erwin Köster; Gerd Heymann; Martin Brenner; Meyer Zwo           | 85                         |
| 12 | 99     | Boomerang mortel    | Tödlicher Bumerang       | Erwin Köster; Gerd Heymann; Martin Brenner; Meyer Zwo, Löwinger | 85                         |

## Période Rolf Schimpf (1986-2007)

### Saison 10 (1986)
| N° | N° Ep. | Titre Français           | Titre Original          | Personnages principaux                                           | Date de première diffusion |
| -- | ------ | ------------------------ | ----------------------- | ---------------------------------------------------------------- | -------------------------- |
| 1  | 100    | Deux vies                | Zwei Leben              | Erwin Köster; Gerd Heymann; Martin Brenner                       | 86                         |
| 2  | 101    | Première enquête         | Sein erster Fall        | Leo Kress; Gerd Heymann; Henry Johnson; Martin Brenner; Löwinger | 86                         |
| 3  | 102    | Acte criminel            | Das Attentat            | Leo Kress; Gerd Heyman; Henry Johnson                            | 86                         |
| 4  | 103    | Chambre 49               | Der Mord auf Zimmer 49  | Leo Kress; Gerd Heymann, Henry Johnson                           | 86                         |
| 5  | 104    | Fausse conclusion        | Der Trugschluss         | Leo Kress; Gerd Heymann, Henry Johnson; Löwinger                 | 86                         |
| 6  | 105    | Trio en or               | Terzett in Gold         | Leo Kress; Gerd Heymann; Henry Johnson                           | 86                         |
| 7  | 106    | Mort d'un gigolo         | Gigolo ist tot...       | Leo Kress; Gerd Heymann; Henry Johnson; Meyer Zwo                | 86                         |
| 8  | 107    | On recherche assassin    | Killer gesucht          | Leo Kress; Gerd Heymann; Henry Johnson; Meyer Zwo                | 86                         |
| 9  | 108    | Amitié mortelle          | Tödliche Freundschaft   | Leo Kress; Gerd Heymann; Henry Johnson; Werner Riedmann          | 86                         |
| 10 | 109    | Mal branché              | Falsch verbunden        | Leo Kress; Gerd Heymann; Henry Johnson; Werner Riedmann          | 86                         |
| 11 | 110    | Un radeau pour l'au-delà | Flossfahrt ins Jenseits | Leo Kress; Gerd Heymann; Henry Johnson                           | 86                         |
| 12 | 111    | Le soupçon               | Tatverdacht             | Leo Kress; Gerd Heymann; Henry Johnson; Meyer Zwo; Löwinger      | 86                         |

### Saison 11 (1987)
| N° | N° Ep. | Titre Français          | Titre Original          | Personnages principaux                                             | Date de première diffusion |
| -- | ------ | ----------------------- | ----------------------- | ------------------------------------------------------------------ | -------------------------- |
| 1  | 112    | Mort d'un pirate        | Tod eines Piraten       | Leo Kress; Gerd Heymann, Henry Johnson; Meyer Zwo                  | 1987                       |
| 2  | 113    | Une mort douce          | Der sanfte Tod          | Leo Kress; Gerd Heymann, Henry Johnson; Werner Riedmann            | 1987                       |
| 3  | 114    | Décompte                | Die Abrechnung          | Leo Kress; Gerd Heymann, Henry Johnson; Werner Riedmann; Meyer Zwo | 1987                       |
| 4  | 115    | Mort avant la fermeture | Tod vor Schalterschluss | Leo Kress; Gerd Heymann, Henry Johnson                             | 1987                       |
| 5  | 116    | La vie a ses secrets    | Wie das Leben so spielt | Leo Kress; Gerd Heymann, Henry Johnson; Werner Riedmann            | 1987                       |
| 6  | 117    | Traces effacées         | Verwischte Spuren       | Leo Kress; Gerd Heymann, Henry Johnson; Werner Riedmann            | 1987                       |
| 7  | 118    | Echéance                | Ultimo                  | Leo Kress; Gerd Heymann, Henry Johnson; Werner Riedmann            | 1987                       |
| 8  | 119    | Un plan diabolique      | Ein teuflischer Plan    | Leo Kress; Gerd Heymann, Henry Johnson; Werner Riedmann            | 1987                       |
| 9  | 120    | La dernière nuit        | Die letzte Nacht        | Leo Kress; Gerd Heymann, Henry Johnson; Werner Riedmann            | 1987                       |
| 10 | 121    | Alibi : Mozart          | Alibi : Mozart          | Leo Kress; Gerd Heymann, Henry Johnson; Werner Riedmann            | 1987                       |
| 11 | 122    | Jour de référence       | Der Stichtag            | Leo Kress; Gerd Heymann, Henry Johnson; Werner Riedmann            | 1987                       |
| 12 | 123    | Meurtre certifié        | Mord ist Mord           | Leo Kress; Gerd Heymann, Henry Johnson; Werner Riedmann            | 1987                       |

### Saison 12 (1988)
| N° | N° Ep. | Titre Français                      | Titre Original              | Personnages principaux                                  | Date de première diffusion |
| -- | ------ | ----------------------------------- | --------------------------- | ------------------------------------------------------- | -------------------------- |
| 1  | 124    | Mauvaise fin                        | Kein gutes Ende             | Leo Kress; Gerd Heymann, Henry Johnson                  | 1988                       |
| 2  | 125    | Muet pour toujours                  | Schweigen für immer         | Leo Kress; Gerd Heymann, Henry Johnson                  | 1988                       |
| 3  | 126    | La mort ne vient pas toujours seule | Der Tod kommt selten allein | Leo Kress; Gerd Heymann, Henry Johnson; Werner Riedmann | 1988                       |
| 4  | 127    | Froidement décédé                   | Eiskalt geplant             | Leo Kress; Gerd Heymann, Henry Johnson; Werner Riedmann | 1988                       |
| 5  | 128    | À tout prix                         | Um jeden Preis              | Leo Kress; Gerd Heymann, Henry Johnson; Werner Riedmann | 1988                       |
| 6  | 129    | Lettre d'un mort                    | Brief eines Toten           | Leo Kress; Gerd Heymann, Henry Johnson; Werner Riedmann | 1988                       |
| 7  | 130    | La mort de l'horloger               | Der Tod des Uhrmachers      | Leo Kress; Gerd Heymann, Henry Johnson; Werner Riedmann | 1988                       |
| 8  | 131    | La haine du perdant                 | Der Hass der Verlierer      | Leo Kress; Gerd Heymann, Henry Johnson; Werner Riedmann | 1988                       |
| 9  | 132    | Une fin irrésistible                | Ein unaufhaltsames Ende     | Leo Kress; Gerd Heymann, Henry Johnson; Werner Riedmann | 1988                       |
| 10 | 133    | L'acquittement                      | Der Freispruch              | Leo Kress; Gerd Heymann, Henry Johnson; Werner Riedmann | 1988                       |
| 11 | 134    | Suicide par procuration             | Blackout                    | Leo Kress; Gerd Heymann, Henry Johnson; Werner Riedmann | 1988                       |
| 12 | 135    | Une mort tout à fait banale         | Ein ganz gewöhnlicher Mord  | Leo Kress; Gerd Heymann, Henry Johnson; Werner Riedmann | 1988                       |

### Saison 13 (1989)
| N° | N° Ep. | Titre Français        | Titre Original           | Personnages principaux                                  | Date de première diffusion |
| -- | ------ | --------------------- | ------------------------ | ------------------------------------------------------- | -------------------------- |
| 1  | 136    | Le long souffle       | Der lange Atem           | Leo Kress; Gerd Heymann, Henry Johnson; Werner Riedmann | 1989                       |
| 2  | 137    | L'accident de travail | Betriebsunfall           | Leo Kress; Gerd Heymann, Henry Johnson; Werner Riedmann | 1989                       |
| 3  | 138    | Le jeu est terminé    | Das Spiel ist aus        | Leo Kress; Gerd Heymann, Henry Johnson; Werner Riedmann | 1989                       |
| 4  | 139    | Le coup de feu        | Der Schuss               | Leo Kress; Gerd Heymann, Henry Johnson; Werner Riedmann | 1989                       |
| 5  | 140    | L'enfant de la gare   | Bahnhofsbaby             | Leo Kress; Gerd Heymann, Henry Johnson                  | 1989                       |
| 6  | 141    | L'homme en danger     | Ausgestiegen             | Leo Kress; Gerd Heymann, Henry Johnson; Werner Riedmann | 1989                       |
| 7  | 142    | Erreur de diagnostic  | Doppelmord               | Leo Kress; Gerd Heymann, Henry Johnson; Werner Riedmann | 1989                       |
| 8  | 143    | La valise noire       | Der Augenblick der Rache | Leo Kress; Gerd Heymann, Henry Johnson; Werner Riedmann | 1989                       |
| 9  | 144    | Trou de mémoire       | Klassentreffen           | Leo Kress; Gerd Heymann, Henry Johnson; Werner Riedmann | 1989                       |
| 10 | 145    | Le revenant           | Ein Tag der Angst        | Leo Kress; Gerd Heymann, Henry Johnson; Werner Riedmann | 1989                       |

### Saison 14 (1990)
| N° | N° Ep. | Titre Français         | Titre Original                    | Personnages principaux                                  | Date de première diffusion |
| -- | ------ | ---------------------- | --------------------------------- | ------------------------------------------------------- | -------------------------- |
| 1  | 146    | La vérité              | Die Wahrheit                      | Leo Kress; Gerd Heymann, Henry Johnson; Werner Riedmann | 1990                       |
| 2  | 147    | La mariée amnésique    | Braut ohne Gedächtnis             | Leo Kress; Gerd Heymann, Henry Johnson; Werner Riedmann | 1990                       |
| 3  | 148    | Le successeur          | Der Nachfolger                    | Leo Kress; Gerd Heymann, Henry Johnson; Werner Riedmann | 1990                       |
| 4  | 149    | Calibre 38             | Ende mit Schrecken                | Leo Kress; Gerd Heymann, Henry Johnson; Werner Riedmann | 1990                       |
| 5  | 150    | La mort d'un fossoyeur | Tod eines Beerdigungsunternehmers | Leo Kress; Gerd Heymann, Henry Johnson; Werner Riedmann | 1990                       |
| 6  | 151    | Christian              | So gut wie tot                    | Leo Kress; Gerd Heymann, Henry Johnson; Werner Riedmann | 1990                       |
| 7  | 152    | Le veilleur de nuit    | Ein Schuss zu wenig               | Leo Kress; Gerd Heymann, Henry Johnson; Werner Riedmann | 1990                       |
| 8  | 153    | Le gigolo              | Er war nie ein Kavalier           | Leo Kress; Gerd Heymann, Henry Johnson; Werner Riedmann | 1990                       |
| 9  | 154    | L'éternel perdant      | Der Verlierer                     | Leo Kress; Gerd Heymann, Henry Johnson; Werner Riedmann | 1990                       |
| 10 | 155    | L'héritage mortel      | Mörderisches Inserat              | Leo Kress; Gerd Heymann, Henry Johnson; Werner Riedmann | 1990                       |
| 11 | 156    | Onde mortelle          | Der leise Tod                     | Leo Kress; Gerd Heymann, Henry Johnson; Werner Riedmann | 1990                       |

### Saison 15 (1991)
| N° | N° Ep. | Titre Français                    | Titre Original                | Personnages principaux                                  | Date de première diffusion |
| -- | ------ | --------------------------------- | ----------------------------- | ------------------------------------------------------- | -------------------------- |
| 1  | 157    | Le jugement                       | Das Gericht                   | Leo Kress; Gerd Heymann, Henry Johnson; Werner Riedmann | 1991                       |
| 2  | 158    | Chacun pour soi                   | Ganz für sich allein          | Leo Kress; Gerd Heymann, Henry Johnson; Werner Riedmann | 1991                       |
| 3  | 159    | A deux doigts du bonheur          | Liebe und Tod                 | Leo Kress; Gerd Heymann, Henry Johnson; Werner Riedmann | 1991                       |
| 4  | 160    | Puzzle                            | Das Puzzle                    | Leo Kress; Gerd Heymann, Henry Johnson; Werner Riedmann | 1991                       |
| 5  | 161    | Pour quelques lignes de trop      | Der Tagebuchmord              | Leo Kress; Gerd Heymann, Henry Johnson; Werner Riedmann | 1991                       |
| 6  | 162    | Pour un poil de chien             | Grenzenlos                    | Leo Kress; Gerd Heymann, Henry Johnson; Werner Riedmann | 1991                       |
| 7  | 163    | L'ami en détresse                 | Kälter als der Tod            | Leo Kress; Gerd Heymann, Henry Johnson; Werner Riedmann | 1991                       |
| 8  | 164    | La victoire perdue                | Der verlorene Sieg            | Leo Kress; Gerd Heymann, Henry Johnson; Werner Riedmann | 1991                       |
| 9  | 165    | L'anniversaire de la vieille dame | Der Geburtstag der alten Dame | Leo Kress; Gerd Heymann, Henry Johnson; Werner Riedmann | 1991                       |
| 10 | 166    | Ombres du passé                   | Lange Schatten                | Leo Kress; Gerd Heymann, Henry Johnson; Werner Riedmann | 1991                       |
| 11 | 167    | L'attentat                        | Der Anschlag                  | Leo Kress; Gerd Heymann, Henry Johnson; Werner Riedmann | 1991                       |

### Saison 16 (1992)
| N° | N° Ep. | Titre Français                  | Titre Original                | Personnages principaux                                  | Date de première diffusion |
| -- | ------ | ------------------------------- | ----------------------------- | ------------------------------------------------------- | -------------------------- |
| 1  | 168    | L'argent ne fait pas le bonheur | Der Schein trügt nicht        | Leo Kress; Gerd Heymann, Henry Johnson; Werner Riedmann | 1992                       |
| 2  | 169    | Tout ou rien                    | Es war alles ganz anders      | Leo Kress; Gerd Heymann, Henry Johnson; Werner Riedmann | 1992                       |
| 3  | 170    | Liaison mortelle                | Tödliche Beziehungen          | Leo Kress; Gerd Heymann, Henry Johnson; Werner Riedmann | 1992                       |
| 4  | 171    | La mort n'est pas une fin       | Der Tod ist kein Ende         | Leo Kress; Gerd Heymann, Henry Johnson; Werner Riedmann | 1992                       |
| 5  | 172    | Faux et usage de faux           | Aber mich - betrügt man nicht | Leo Kress; Gerd Heymann, Henry Johnson; Werner Riedmann | 1992                       |
| 6  | 173    | Libération                      | Die Entlassung                | Leo Kress; Gerd Heymann, Henry Johnson; Werner Riedmann | 1992                       |
| 7  | 174    | La photo                        | Das Foto                      | Leo Kress; Gerd Heymann, Henry Johnson; Werner Riedmann | 1992                       |
| 8  | 175    | Le dossier                      | Die Akte                      | Leo Kress; Gerd Heymann, Henry Johnson; Werner Riedmann | 1992                       |
| 9  | 176    | La lettre rose                  | Der dritte Versuch            | Leo Kress; Gerd Heymann, Henry Johnson; Werner Riedmann | 1992                       |
| 10 | 177    | Le témoin                       | Ein schlimmes Ende            | Leo Kress; Gerd Heymann, Henry Johnson; Werner Riedmann | 1992                       |
| 11 | 178    | Le grand-père d'Amérique        | Der amerikanische Onkel       | Leo Kress; Gerd Heymann, Henry Johnson; Werner Riedmann | 1992                       |

### Saison 17 (1993)
| N° Ep | Titre Français                   | Titre Original            | Personnages principaux                                  |
| ----- | -------------------------------- | ------------------------- | ------------------------------------------------------- |
| 1     | Renvoyez l'ascenseur             | Die 13. Gesellschaft      | Leo Kress; Gerd Heymann, Henry Johnson; Werner Riedmann |
| 2     | Le sacrifice                     | Kurzer Prozess            | Leo Kress; Gerd Heymann, Henry Johnson; Werner Riedmann |
| 3     | Association de malfaiteurs       | Der Tod kam zweimal       | Leo Kress; Gerd Heymann, Henry Johnson; Werner Riedmann |
| 4     | La fin de l'histoire             | Das Ende einer Ermittlung | Leo Kress; Gerd Heymann, Henry Johnson; Werner Riedmann |
| 5     | Corruption                       | Korruption                | Leo Kress; Gerd Heymann, Henry Johnson; Werner Riedmann |
| 6     | Babysitter                       | Babysitter                | Leo Kress; Gerd Heymann, Henry Johnson; Werner Riedmann |
| 7     | Tel est pris qui croyait prendre | Die Übermacht             | Leo Kress; Gerd Heymann, Henry Johnson; Werner Riedmann |
| 8     | Les quatre orphelins             | Alles umsonst...          | Leo Kress; Gerd Heymann, Henry Johnson; Werner Riedmann |
| 9     | La lettre épinglée               | Nächstenliebe             | Leo Kress; Gerd Heymann, Henry Johnson; Werner Riedmann |
| 10    | Incitation au meurtre            | Anstiftung zum Mord       | Leo Kress; Gerd Heymann, Henry Johnson; Werner Riedmann |
| 11    | Œil pour œil                     | Tödliche Wege             | Leo Kress; Gerd Heymann, Henry Johnson; Werner Riedmann |

### Saison 18 (1994)
| N° Ep | Titre Français             | Titre Original                     | Personnages principaux                                  |
| ----- | -------------------------- | ---------------------------------- | ------------------------------------------------------- |
| 1     | La mort de Litfins         | Litfins Tod                        | Leo Kress; Gerd Heymann, Henry Johnson; Werner Riedmann |
| 2     | L'aveu                     | Das Geständnis                     | Leo Kress; Gerd Heymann, Henry Johnson; Werner Riedmann |
| 3     | La femme piégée            | Mädchenfalle                       | Leo Kress; Gerd Heymann, Henry Johnson; Werner Riedmann |
| 4     | Le tueur de la pleine lune | Der Vollmondmörder                 | Leo Kress; Gerd Heymann, Henry Johnson; Werner Riedmann |
| 5     | Le numéro de la mort       | Verschwunden... und nicht vermisst | Leo Kress; Gerd Heymann, Henry Johnson; Werner Riedmann |
| 6     | Terminus                   | Trauma                             | Leo Kress; Gerd Heymann, Henry Johnson; Werner Riedmann |
| 7     | Une famille détruite       | Der Absturz                        | Leo Kress; Gerd Heymann, Henry Johnson; Werner Riedmann |
| 8     | Ta mort sera la mienne     | Mördergrube                        | Leo Kress; Gerd Heymann, Henry Johnson; Werner Riedmann |
| 9     | Au bord du gouffre         | Am Abgrund                         | Leo Kress; Gerd Heymann, Henry Johnson; Werner Riedmann |
| 10    | Un étranger dans la nuit   | Fremde in der Nacht                | Leo Kress; Gerd Heymann, Henry Johnson; Werner Riedmann |
| 11    | Poison                     | Gift                               | Leo Kress; Gerd Heymann, Henry Johnson; Werner Riedmann |

### Saison 19 (1995)
| N° Ep | Titre Français              | Titre Original          | Personnages principaux                                  |
| ----- | --------------------------- | ----------------------- | ------------------------------------------------------- |
| 1     | Spécialités turques         | Türkische Spezialitäten | Leo Kress; Gerd Heymann, Henry Johnson; Werner Riedmann |
| 2     | Rien ne va plus             | Nichts geht mehr        | Leo Kress; Gerd Heymann, Henry Johnson; Werner Riedmann |
| 3     | Amours mortelles            | Das zweite Geständnis   | Leo Kress; Gerd Heymann, Henry Johnson; Werner Riedmann |
| 4     | Dix neuf ans après          | Am hellichten Tage      | Leo Kress; Gerd Heymann, Henry Johnson; Werner Riedmann |
| 5     | L'arme du crime             | Der Tod hat kein Lied   | Leo Kress; Gerd Heymann, Henry Johnson; Werner Riedmann |
| 6     | Les âmes perdues            | Die Verlorenen          | Leo Kress; Gerd Heymann, Henry Johnson; Werner Riedmann |
| 7     | La victime était trop belle | Tote reden doch         | Leo Kress; Gerd Heymann, Henry Johnson; Werner Riedmann |
| 8     | L'enfer de l'amour          | Es war die Hölle        | Leo Kress; Gerd Heymann, Henry Johnson; Werner Riedmann |
| 9     | Le contrat                  | Nur der Tod zählt       | Leo Kress; Gerd Heymann, Henry Johnson; Werner Riedmann |
| 10    | La voyante                  | Das Orakel              | Leo Kress; Gerd Heymann, Henry Johnson; Werner Riedmann |
| 11    | Tentative de meurtre        | Diesmal war er Mord     | Leo Kress; Gerd Heymann, Henry Johnson; Werner Riedmann |

### Saison 20 (1996)
| N° Ep | Titre Français         | Titre Original             | Personnages principaux                                  |
| ----- | ---------------------- | -------------------------- | ------------------------------------------------------- |
| 1     | La thérapie            | Die Tat                    | Leo Kress; Gerd Heymann, Henry Johnson; Werner Riedmann |
| 2     | Une odeur de poudre    | Der Mord gegenüber         | Leo Kress; Gerd Heymann, Henry Johnson; Werner Riedmann |
| 3     | La mort de mon père    | Der Tod meines Väters      | Leo Kress; Gerd Heymann, Henry Johnson; Werner Riedmann |
| 4     | L'innocent             | Der Lebensretter           | Leo Kress; Gerd Heymann, Henry Johnson; Werner Riedmann |
| 5     | Un bon avocat          | Blumen des Todes           | Leo Kress; Gerd Heymann, Henry Johnson; Werner Riedmann |
| 6     | Nuit de meurtre        | Nachtmorde                 | Leo Kress; Gerd Heymann, Henry Johnson; Werner Riedmann |
| 7     | Le grand voyage        | Schatten der Vergangenheit | Leo Kress; Gerd Heymann, Henry Johnson; Werner Riedmann |
| 8     | L'empreinte de la mort | Die Spur des Todes         | Leo Kress; Gerd Heymann, Henry Johnson; Werner Riedmann |
| 9     | Quartier en alerte     | Wir werden ihn lynchen     | Leo Kress; Gerd Heymann, Henry Johnson; Werner Riedmann |
| 10    | La clé de l'assassin   | Schlüssel zum Mord         | Leo Kress; Gerd Heymann, Henry Johnson; Werner Riedmann |

### Saison 21 (1997)
| N° Ep | Titre Français           | Titre Original            | Personnages principaux                                  |
| ----- | ------------------------ | ------------------------- | ------------------------------------------------------- |
| 1     | Un beau-père envahissant | Der Tod schreibt das Ende | Leo Kress; Gerd Heymann, Henry Johnson; Werner Riedmann |
| 2     | Meurtre organisé         | Der Mordauftrag           | Leo Kress; Gerd Heymann, Henry Johnson; Werner Riedmann |
| 3     | Mariage avec la mort     | Hochzeit mit dem Tod      | Leo Kress; Gerd Heymann, Henry Johnson; Werner Riedmann |
| 4     | Haine et vengeance       | Der Tod der Eltern        | Leo Kress; Gerd Heymann, Henry Johnson; Werner Riedmann |
| 5     | Le mauvais roman         | Der Scherbenhaufen        | Leo Kress; Gerd Heymann, Axel Richter; Werner Riedmann  |
| 6     | Deux morts, pourquoi ?   | Zwei Töte, wofür ?        | Leo Kress; Gerd Heymann, Axel Richter; Werner Riedmann  |
| 7     | Le consul                | Ein ehrenwerter Mann      | Leo Kress; Gerd Heymann, Axel Richter; Werner Riedmann  |
| 8     | Suspicion (Le soupçon)   | Der Verdacht              | Leo Kress; Gerd Heymann, Axel Richter; Werner Riedmann  |
| 9     | Une victime de choix     | Meine Rache ist der Tod   | Leo Kress; Gerd Heymann, Axel Richter; Werner Riedmann  |
| 10    | Revendication de meurtre | Das ist mein Mord         | Leo Kress; Gerd Heymann, Axel Richter; Werner Riedmann  |
| 11    | Le grand amour           | Grosse Liebe              | Leo Kress; Gerd Heymann, Axel Richter; Werner Riedmann  |
| 12    | La loge interdite        | Mörderisches Spiel        | Leo Kress; Gerd Heymann, Axel Richter; Werner Riedmann  |

### Saison 22 (1998)
| N° Ep | Titre Français           | Titre Original                | Personnages principaux                                 |
| ----- | ------------------------ | ----------------------------- | ------------------------------------------------------ |
| 1     | Les sœurs                | Schwestern                    | Leo Kress; Gerd Heymann, Axel Richter; Werner Riedmann |
| 2     | Les rivaux               | Rivalen                       | Leo Kress; Gerd Heymann, Axel Richter; Werner Riedmann |
| 3     | Mort d'un dealer         | Tod eines Dealers             | Leo Kress; Gerd Heymann, Axel Richter; Werner Riedmann |
| 4     | Et soudain vient la mort | Plötzlich kam der Tod         | Leo Kress; Gerd Heymann, Axel Richter; Werner Riedmann |
| 5     | La chienne du musicien   | Der Mann mit dem Hund         | Leo Kress; Gerd Heymann, Axel Richter; Werner Riedmann |
| 6     | Trop d'amour             | Tödliches Dreieck             | Leo Kress; Gerd Heymann, Axel Richter; Werner Riedmann |
| 7     | Violence extrême         | Schlagt ihn tot               | Leo Kress; Gerd Heymann, Axel Richter; Werner Riedmann |
| 8     | Un coupable idéal        | Der Mann, der sich Bob nannte | Leo Kress; Gerd Heymann, Axel Richter; Werner Riedmann |
| 9     | La mort d'un ami         | Tod eines Freundes            | Leo Kress; Gerd Heymann, Axel Richter; Werner Riedmann |

### Saison 23 (1999)
| N° Ep | Titre Français             | Titre Original            | Personnages principaux                                 |
| ----- | -------------------------- | ------------------------- | ------------------------------------------------------ |
| 1     | Une femme rebelle          | Drei Schüsse ins Herz     | Leo Kress; Gerd Heymann, Axel Richter; Werner Riedmann |
| 2     | Trois balles en plein cœur | Im Angesicht des Todes    | Leo Kress; Gerd Heymann, Axel Richter; Werner Riedmann |
| 3     | Face à la mort             | Die Wahrheit ist der Tod  | Leo Kress; Gerd Heymann, Axel Richter; Werner Riedmann |
| 4     | Plan mortel                | Plötzlich kam der Tod     | Leo Kress; Gerd Heymann, Axel Richter; Werner Riedmann |
| 5     | Ultime seconde             | Die letzte Stunde         | Leo Kress; Gerd Heymann, Axel Richter; Werner Riedmann |
| 6     | Contrat pour un meurtre    | Auftrag für einen Mord    | Leo Kress; Gerd Heymann, Axel Richter; Werner Riedmann |
| 7     | La deuxième femme          | Die zweite Frau           | Leo Kress; Gerd Heymann, Axel Richter; Werner Riedmann |
| 8     | Le passé meurtrier         | Mörderische Vergangenheit | Leo Kress; Gerd Heymann, Axel Richter; Werner Riedmann |

### Saison 24 (2000)
| N° Ep | Titre Français                    | Titre Original               | Personnages principaux                                 |
| ----- | --------------------------------- | ---------------------------- | ------------------------------------------------------ |
| 1     | Mort d'un policier                | Tod eines Polizisten         | Leo Kress; Gerd Heymann, Axel Richter; Werner Riedmann |
| 2     | La vendetta                       | Freigesprochen               | Leo Kress; Gerd Heymann, Axel Richter; Werner Riedmann |
| 3     | Conflit de famille                | Die Schwester                | Leo Kress; Gerd Heymann, Axel Richter; Werner Riedmann |
| 4     | Le prix du silence                | Schrecklicher Irrtum         | Leo Kress; Gerd Heymann, Axel Richter; Werner Riedmann |
| 5     | Règlement de comptes              | Ein Mord kommt selten allein | Leo Kress; Gerd Heymann, Axel Richter; Werner Riedmann |
| 6     | La fin de l'amour                 | Das Ende einer Liebe         | Leo Kress; Gerd Heymann, Axel Richter; Werner Riedmann |
| 7     | Les cadavres sortent des placards | Der Tod kam wie ein Fluch    | Leo Kress; Gerd Heymann, Axel Richter; Werner Riedmann |
| 8     | La mort survient à dix heures     | Der Tod kam um zehn          | Leo Kress; Gerd Heymann, Axel Richter; Werner Riedmann |
| 9     | Mort d'un joueur                  | Tod eines Spielers           | Leo Kress; Gerd Heymann, Axel Richter; Werner Riedmann |
| 10    | Le prof et la prostituée          | Die Schwestern und der Tod   | Leo Kress; Gerd Heymann, Axel Richter; Werner Riedmann |
| 11    | La maison du lac                  | Der letzte Geburtstag        | Leo Kress; Gerd Heymann, Axel Richter; Werner Riedmann |
| 12    | Ressemblance fatale               | Der Schatten des Todes       | Leo Kress; Gerd Heymann, Axel Richter; Werner Riedmann |

### Saison 25 (2001)
| N° Ep | Titre Français            | Titre Original             | Personnages principaux                                 |
| ----- | ------------------------- | -------------------------- | ------------------------------------------------------ |
| 1     | La deuxième vie           | Das zweite Leben           | Leo Kress; Gerd Heymann, Axel Richter; Werner Riedmann |
| 2     | A l'amour, à la mort      | Ich töte dich              | Leo Kress; Gerd Heymann, Axel Richter; Werner Riedmann |
| 3     | Un homme sans cœur        | Ich habe nicht geschlossen | Leo Kress; Gerd Heymann, Axel Richter; Werner Riedmann |
| 4     | Pas de pardon pour Walter | Bittere Rache              | Leo Kress; Gerd Heymann, Axel Richter; Werner Riedmann |
| 5     | Une vie perdue            | Ein verlorenes Leben       | Leo Kress; Gerd Heymann, Axel Richter; Werner Riedmann |
| 6     | Dérapage non contrôlé     | Ein tödliches Ereignis     | Leo Kress; Gerd Heymann, Axel Richter; Werner Riedmann |
| 7     | Double meurtre            | Verschmähte Liebe          | Leo Kress; Gerd Heymann, Axel Richter; Werner Riedmann |
| 8     | Un alibi à tout prix      | Der Zeuge                  | Leo Kress; Gerd Heymann, Axel Richter; Werner Riedmann |
| 9     | Quand on joue avec le feu | Spiel mit der Feuer        | Leo Kress; Gerd Heymann, Axel Richter; Werner Riedmann |
| 10    | La délivrance             | Du wirst sterben           | Leo Kress; Gerd Heymann, Axel Richter; Werner Riedmann |

### Saison 26 (2002)
| N° Ep | Titre Français        | Titre Original                    | Personnages principaux                                 |
| ----- | --------------------- | --------------------------------- | ------------------------------------------------------ |
| 1     | L'assurance vie       | Fahrlässige Tötung                | Leo Kress; Gerd Heymann, Axel Richter; Werner Riedmann |
| 2     | Ménage à trois        | Das Leben ist ein tödliches Spiel | Leo Kress; Gerd Heymann, Axel Richter; Werner Riedmann |
| 3     | Justice de femmes     | Die Rache ist mein                | Leo Kress; Gerd Heymann, Axel Richter; Werner Riedmann |
| 4     | Meurtres sur commande | Mord auf Bestellung               | Leo Kress; Gerd Heymann, Axel Richter; Werner Riedmann |
| 5     | A chacun son rôle     | Kein Tag zum Sterben              | Leo Kress; Gerd Heymann, Axel Richter; Werner Riedmann |
| 6     | Le pari perdu         | Die verlorene Wette               | Leo Kress; Gerd Heymann, Axel Richter; Werner Riedmann |
| 7     | Le vrai du faux       | Es war Mord                       | Leo Kress; Gerd Heymann, Axel Richter; Werner Riedmann |
| 8     | Le cambriolage        | Der Bruch                         | Leo Kress; Gerd Heymann, Axel Richter; Werner Riedmann |
| 9     | Une haine partagée    | Die Lüge                          | Leo Kress; Gerd Heymann, Axel Richter; Werner Riedmann |

### Saison 27 (2003)
| N° Ep | Titre Français        | Titre Original             | Personnages principaux                                 |
| ----- | --------------------- | -------------------------- | ------------------------------------------------------ |
| 1     | Un vilain jeu         | Ein böses Spiel            | Leo Kress; Gerd Heymann, Axel Richter; Werner Riedmann |
| 2     | Le testament          | Das Testament des Doktor Z | Leo Kress; Gerd Heymann, Axel Richter; Werner Riedmann |
| 3     | Le cauchemar          | Der Albtraum               | Leo Kress; Gerd Heymann, Axel Richter; Werner Riedmann |
| 4     | La voix de la mort    | Bei Mord hört es auf       | Leo Kress; Gerd Heymann, Axel Richter; Werner Riedmann |
| 5     | Tout ou rien          | Alles oder Nichts          | Leo Kress; Gerd Heymann, Axel Richter; Werner Riedmann |
| 6     | Vengeance tardive     | Späte Rache                | Leo Kress; Gerd Heymann, Axel Richter; Werner Riedmann |
| 7     | La fausse piste       | Die falsche Spur           | Leo Kress; Gerd Heymann, Axel Richter; Werner Riedmann |
| 8     | A chacun son mobile   | Tod auf Raten              | Leo Kress; Gerd Heymann, Axel Richter; Werner Riedmann |
| 9     | Tout est fini         | Es ist alles vorbei        | Leo Kress; Gerd Heymann, Axel Richter; Werner Riedmann |
| 10    | L'amour meurt d'abord | Die Liebe stirbt zuerst    | Leo Kress; Gerd Heymann, Axel Richter; Werner Riedmann |
| 11    | Ennemis mortels       | Todfeinde                  | Leo Kress; Gerd Heymann, Axel Richter; Werner Riedmann |

### Saison 28 (2004)
| N° Ep | Titre Français         | Titre Original             | Personnages principaux                                 |
| ----- | ---------------------- | -------------------------- | ------------------------------------------------------ |
| 1     | L'affaire Frank Berger | Alle Hoffnung begraben     | Leo Kress; Gerd Heymann, Axel Richter; Werner Riedmann |
| 2     | Sans préméditation     | Plötzlich und unerwartet   | Leo Kress; Gerd Heymann, Axel Richter; Werner Riedmann |
| 3     | Une drôle de paternité | Ein tödliches Drama        | Leo Kress; Gerd Heymann, Axel Richter; Werner Riedmann |
| 4     | Au nom de l'amour      | Ein mörderisches Geheimnis | Leo Kress; Gerd Heymann, Axel Richter; Werner Riedmann |
| 5     | Le silence coûte cher  | Schweigegeld               | Leo Kress; Gerd Heymann, Axel Richter; Werner Riedmann |
| 6     | Tu ne tueras point     | Du sollst nicht töten      | Leo Kress; Gerd Heymann, Axel Richter; Werner Riedmann |
| 7     | Meurtre au petit matin | Tod im Morgengrauen        | Leo Kress; Gerd Heymann, Axel Richter; Werner Riedmann |
| 8     | Le dernier Tango       | Der Tangomord              | Leo Kress; Gerd Heymann, Axel Richter; Werner Riedmann |
| 9     | Le masque              | Die Maske                  | Leo Kress; Gerd Heymann, Axel Richter; Werner Riedmann |
| 10    | Frères de sang         | Blutsbande                 | Leo Kress; Gerd Heymann, Axel Richter; Werner Riedmann |

### Saison 29 (2005)
| N° Ep | Titre Français                  | Titre Original        | Personnages principaux                                 |
| ----- | ------------------------------- | --------------------- | ------------------------------------------------------ |
| 1     | Ce qu'il en coûte               | Mord hat seinen Preis | Leo Kress; Gerd Heymann, Axel Richter; Werner Riedmann |
| 2     | Crise de conscience             | Angst                 | Leo Kress; Gerd Heymann, Axel Richter; Werner Riedmann |
| 3     | Témoin gênant (Chantage mortel) | Tödliche Verstrickung | Leo Kress; Gerd Heymann, Axel Richter; Werner Riedmann |
| 4     | Chronique dun meurtre annoncé   | Der Nachruf           | Leo Kress; Gerd Heymann, Axel Richter; Werner Riedmann |
| 5     | La couleur de la mort           | Die Farbe des Todes   | Leo Kress; Gerd Heymann, Axel Richter; Werner Riedmann |
| 6     | Un tissu de mensonges           | Die verdammte Lüge    | Leo Kress; Gerd Heymann, Axel Richter; Werner Riedmann |
| 7     | Paradis et enfer                | Himmel und Hölle      | Leo Kress; Gerd Heymann, Axel Richter; Werner Riedmann |
| 8     | Trou noir                       | Der Filmriss          | Leo Kress; Gerd Heymann, Axel Richter; Werner Riedmann |

### Saison 30 (2006)
| N° Ep | Titre Français         | Titre Original      | Personnages principaux                                 |
| ----- | ---------------------- | ------------------- | ------------------------------------------------------ |
| 1     | L'ange de la vengeance | Racheengel          | Leo Kress; Gerd Heymann, Axel Richter; Werner Riedmann |
| 2     | La justice des hommes  | Tod eines Mandanten | Leo Kress; Gerd Heymann, Axel Richter; Werner Riedmann |
| 3     | Un silence mortel      | Tödliches Schweigen | Leo Kress; Gerd Heymann, Axel Richter; Werner Riedmann |
| 4     | Les enfants perdus     | Verlorene Kinder    | Leo Kress; Gerd Heymann, Axel Richter; Werner Riedmann |

### Saison 31 (2007)
| N° Ep | Titre Français                    | Titre Original        | Personnages principaux                                 |
| ----- | --------------------------------- | --------------------- | ------------------------------------------------------ |
| 1     | Le meurtre n'est pas une solution | Mord ist keine Lösung | Leo Kress; Gerd Heymann, Axel Richter; Werner Riedmann |
| 2     | Le voile de l'erreur              | Tag der Rache         | Leo Kress; Gerd Heymann, Axel Richter; Werner Riedmann |
| 3     | Un témoin muet                    | Stumme Zeugin         | Leo Kress; Gerd Heymann, Axel Richter; Werner Riedmann |
| 4     | Retour vers la mort               | Heimkehr in den Tod   | Leo Kress; Gerd Heymann, Axel Richter; Werner Riedmann |
| 5     | Dernière volonté                  | Sein letzter Wille    | Leo Kress; Gerd Heymann, Axel Richter; Werner Riedmann |
| 6     | Passion mortelle                  | Wenn Liebe zuschlägt  | Leo Kress; Gerd Heymann, Axel Richter; Werner Riedmann |
| 7     | L'appât                           | Der Lockvogel         | Leo Kress; Gerd Heymann, Axel Richter; Werner Riedmann |
| 8     | Jacob                             | Jakob                 | Leo Kress; Gerd Heymann, Axel Richter; Werner Riedmann |

## Période Walter Kreye (2008-2011)

### Saison 32 (2008)
| N° Ep | Titre Français                   | Titre Original                          | Personnages principaux                                   |
| ----- | -------------------------------- | --------------------------------------- | -------------------------------------------------------- |
| 1     | Double jeu                       | Doppelspiel                             | Rolf Herzog; Gerd Heymann, Axel Richter; Werner Riedmann |
| 2     | Cambriolage et meurtre           | Bei Einbruch Mord                       | Rolf Herzog; Gerd Heymann, Axel Richter; Werner Riedmann |
| 3     | Meurtre dans la police           | Polizistenmord                          | Rolf Herzog; Gerd Heymann, Axel Richter; Werner Riedmann |
| 4     | Meurtre d'un éditeur             | Tot und vergessen                       | Rolf Herzog; Gerd Heymann, Axel Richter; Werner Riedmann |
| 5     | Faux semblants                   | Die Nacht kommt schneller als du denkst | Rolf Herzog; Gerd Heymann, Axel Richter; Werner Riedmann |
| 6     | Un meurtrier dans le village     | Ein Mörder in unserem Dorf              | Rolf Herzog; Gerd Heymann, Axel Richter; Werner Riedmann |
| 7     | Mort d'une femme aimée           | Wiedersehen mit einer Toten             | Rolf Herzog; Gerd Heymann, Axel Richter; Werner Riedmann |
| 8     | Voyage vers la mort              | Reise in der Tod                        | Rolf Herzog; Gerd Heymann, Axel Richter; Werner Riedmann |
| 9     | Kidnapping tragique              | Sanft entschlafen                       | Rolf Herzog; Gerd Heymann, Axel Richter; Werner Riedmann |
| 10    | En plein cœur                    | Mitten ins Herz                         | Rolf Herzog; Gerd Heymann, Axel Richter; Werner Riedmann |
| 11    | La deuxième croix                | Das zweite Kreuz                        | Rolf Herzog; Gerd Heymann, Axel Richter; Werner Riedmann |
| 12    | La quatrième victime             | Opfer Nummer Vier                       | Rolf Herzog; Gerd Heymann, Axel Richter; Werner Riedmann |
| 13    | Quand la fiction devient réalité | Das Dunkel hinter deiner Tür            | Rolf Herzog; Gerd Heymann, Axel Richter; Werner Riedmann |

### Saison 33 (2009)
| N° Ep | Titre Français                                                | Titre Original             | Personnages principaux                                                           |
| ----- | ------------------------------------------------------------- | -------------------------- | -------------------------------------------------------------------------------- |
| 1     | Double vie                                                    | Doppelleben                | Rolf Herzog; Gerd Heymann, Axel Richter; Werner Riedmann                         |
| 2     | Tu n'as plus le droit de vivre                                | Du darfst nicht mehr leben | Rolf Herzog; Gerd Heymann, Axel Richter; Werner Riedmann                         |
| 3     | Un cadavre dans la chambre froide                             | Tod auf dem Grossmarkt     | Rolf Herzog; Gerd Heymann, Axel Richter; Werner Riedmann                         |
| 4     | Les hommes en noir                                            | Männer in Schwarz          | Rolf Herzog; Gerd Heymann, Axel Richter; Werner Riedmann                         |
| 5     | Crimes au compteur                                            | Taximörder                 | Rolf Herzog; Gerd Heymann, Axel Richter; Werner Riedmann, Leo Kress (Guest star) |
| 6     | La sombre vérité                                              | Die dunkle Wahrheit        | Rolf Herzog; Gerd Heymann, Axel Richter; Werner Riedmann                         |
| 7     | Meurtre en haute montagne                                     | Im freien Fall             | Rolf Herzog; Gerd Heymann, Axel Richter; Werner Riedmann                         |
| 8     | Harcèlement                                                   | Allein in die Nacht        | Rolf Herzog; Gerd Heymann, Axel Richter; Werner Riedmann                         |
| 9     | Le destin en a décidé ainsi (Le destin en a décidé autrement) | Ich muss dich opfern       | Rolf Herzog; Gerd Heymann, Axel Richter; Werner Riedmann                         |

### Saison 34 (2010)
| N° Ep | Titre Français          | Titre Original     | Personnages principaux                                   |
| ----- | ----------------------- | ------------------ | -------------------------------------------------------- |
| 1     | Une famille heureuse    | Ende der Schonzeit | Rolf Herzog; Gerd Heymann, Axel Richter; Werner Riedmann |
| 2     | Histoire de famille     | Muttertag          | Rolf Herzog; Gerd Heymann, Axel Richter; Werner Riedmann |
| 3     | Alibi mortel            | Tödliches Alibi    | Rolf Herzog; Gerd Heymann, Axel Richter; Werner Riedmann |
| 4     | Meurtre d'une héritière | Dunkelziffer       | Rolf Herzog; Gerd Heymann, Axel Richter; Werner Riedmann |
| 5     | La mort d'un fils       | Oder du stirbst    | Rolf Herzog; Gerd Heymann, Axel Richter; Werner Riedmann |
| 6     | L'ange de la mort       | Teufel in Weiß     | Rolf Herzog; Gerd Heymann, Axel Richter; Werner Riedmann |
| 7     | Meurtre au zoo          | Tod im Tierpark    | Rolf Herzog; Gerd Heymann, Axel Richter; Werner Riedmann |
| 8     | Punition                | Rettungslos        | Rolf Herzog; Gerd Heymann, Axel Richter; Werner Riedmann |

### Saison 35 (2011)
| N° Ep | Titre Français                    | Titre Original           | Personnages principaux                                   |
| ----- | --------------------------------- | ------------------------ | -------------------------------------------------------- |
| 1     | J'irai mourir sur vos tombes      | Kaltes Grab              | Rolf Herzog; Gerd Heymann, Axel Richter; Werner Riedmann |
| 2     | L'infidélité est un vilain défaut | Ein passender Tod        | Rolf Herzog; Gerd Heymann, Axel Richter; Werner Riedmann |
| 3     | Crimes et préjugés                | Tödliche Ermittlung      | Rolf Herzog; Gerd Heymann, Axel Richter; Werner Riedmann |
| 4     | ...                               | Zivilcourage             | Rolf Herzog; Gerd Heymann, Axel Richter; Werner Riedmann |
| 5     | ...                               | Die Toten tun dir nichts | Rolf Herzog; Gerd Heymann, Axel Richter; Werner Riedmann |
| 6     | Un poison insidieux               | Schleichendes Gift       | Rolf Herzog; Gerd Heymann, Axel Richter; Werner Riedmann |
| 7     | Des mains gantées de noir         | Nur noch die Finsternis  | Rolf Herzog; Gerd Heymann, Axel Richter; Werner Riedmann |
| 8     | Le mal costumé                    | Die maske des bösen      | Rolf Herzog; Gerd Heymann, Axel Richter; Werner Riedmann |
| 9     | ...                               | Der Tod und das Mädchen  | Rolf Herzog; Gerd Heymann, Axel Richter; Werner Riedmann |

### Saison 36 (2012)
| N° Ep | Titre Français                    | Titre Original        | Personnages principaux                                   |
| ----- | --------------------------------- | --------------------- | -------------------------------------------------------- |
| 1     | Jusqu'au bout                     | Bis zum Aussersten    | Rolf Herzog; Gerd Heymann, Axel Richter; Werner Riedmann |
| 2     | Violeur un jour, violeur toujours | Es ist niemals vorbei | Rolf Herzog; Gerd Heymann, Axel Richter; Werner Riedmann |
| 3     | La patience du chasseur           | Die stunde des jägers | Rolf Herzog; Gerd Heymann, Axel Richter; Werner Riedmann |
| 4     | Silence, ça tourne                | Lautloser tod         | Rolf Herzog; Gerd Heymann, Axel Richter; Werner Riedmann |

## Période Jan-Gregor Kremp (2012-2022)

### Suite Saison 36 (2012)
| N° Ep | Titre Français          | Titre Original     | Personnages principaux                                    |
| ----- | ----------------------- | ------------------ | --------------------------------------------------------- |
| 5     | Un amour impossible     | Königskinder       | Richard Voss; Gerd Heymann, Axel Richter; Werner Riedmann |
| 6     | Décès dans la confrérie | Mord unter Brüdern | Richard Voss; Gerd Heymann, Axel Richter; Werner Riedmann |
| 7     | La haine dans le sang   | Blinder Hass       | Richard Voss; Gerd Heymann, Axel Richter; Werner Riedmann |
| 8     | Témoin malgré elle      | Die Zeugin         | Richard Voss; Gerd Heymann, Axel Richter; Werner Riedmann |

### Saison 37 (2013)
| N° Ep | Titre Français                | Titre Original         | Personnages principaux                                    |
| ----- | ----------------------------- | ---------------------- | --------------------------------------------------------- |
| 1     | Dans le viseur                | Im Visier              | Richard Voss; Gerd Heymann, Axel Richter; Werner Riedmann |
| 2     | Maja                          | Blutige Ernte          | Richard Voss; Gerd Heymann, Axel Richter; Werner Riedmann |
| 3     | Une mise de trop              | Tödliches Spiel        | Richard Voss; Gerd Heymann, Axel Richter; Werner Riedmann |
| 4     | Le prix du mensonge           | Der Preis der Lüge     | Richard Voss; Gerd Heymann, Axel Richter; Werner Riedmann |
| 5     | Un secret trop lourd à porter | Gekauftes Glück        | Richard Voss; Gerd Heymann, Axel Richter; Werner Riedmann |
| 6     | Le mystère du doigt sectionné | Des Todes kalte Finger | Richard Voss; Gerd Heymann, Axel Richter; Werner Riedmann |
| 7     | Du sang sur l'asphalte        | Blutiger Asphalt       | Richard Voss; Gerd Heymann, Axel Richter; Werner Riedmann |
| 8     | On ne change pas le passé     | Gestern ist nie vorbei | Richard Voss; Gerd Heymann, Axel Richter; Werner Riedmann |

### Saison 38 (2014)
| N° Ep | Titre Français                      | Titre Original         | Personnages principaux                                    |
| ----- | ----------------------------------- | ---------------------- | --------------------------------------------------------- |
| 1     | Le roi des aulnes                   | Melodie des Todes      | Richard Voss; Gerd Heymann, Axel Richter; Werner Riedmann |
| 2     | Fiancé avec la mort                 | Verlobt mit dem Tod    | Richard Voss; Gerd Heymann, Axel Richter; Werner Riedmann |
| 3     | Course contre la montre             | Der Tod in dir         | Richard Voss; Gerd Heymann, Axel Richter; Werner Riedmann |
| 4     | En toute impunité                   | Straflos               | Richard Voss; Gerd Heymann, Axel Richter; Werner Riedmann |
| 5     | Le tueur peintre                    | Er wird es wieder tun  | Richard Voss; Gerd Heymann, Axel Richter; Werner Riedmann |
| 6     | Entre la vie et la mort             | Zwischen Leben und Tod | Richard Voss; Gerd Heymann, Axel Richter; Werner Riedmann |
| 7     | Ambition fatale                     | Ein langsamer Tod      | Richard Voss; Gerd Heymann, Axel Richter; Werner Riedmann |
| 8     | Les affres de la jeunesse           | Heißes Blut            | Richard Voss; Gerd Heymann, Axel Richter; Werner Riedmann |
| 9     | Que ne ferait-on pas par amour ?    | Im Alleingang          | Richard Voss; Gerd Heymann, Axel Richter; Werner Riedmann |
| 10    | Jeu, set et meurtres                | Spiel, Satz, Tod       | Richard Voss; Gerd Heymann, Axel Richter; Werner Riedmann |
| 11    | Un dernier tour dans la grande roue | Die Heilige Maria      | Richard Voss; Gerd Heymann, Axel Richter; Werner Riedmann |

### Saison 39 (2015)
| N° Ep | Titre Français                   | Titre Original              | Personnages principaux                                    |
| ----- | -------------------------------- | --------------------------- | --------------------------------------------------------- |
| 1     | ...                              | Mord in den Alpen (120 min) | Richard Voss; Gerd Heymann, Axel Richter; Werner Riedmann |
| 2     | Noces de sang                    | Innere Werte                | Richard Voss; Gerd Heymann, Axel Richter; Werner Riedmann |
| 3     | Amnésie temporaire               | Blutige Spur                | Richard Voss; Gerd Heymann, Axel Richter; Werner Riedmann |
| 4     | Un village sous haute tension    | Alpenglühen                 | Richard Voss; Gerd Heymann, Axel Richter; Werner Riedmann |
| 5     | Cupidité, quand tu nous tiens    | Unstillbare Gier            | Richard Voss; Gerd Heymann, Axel Richter; Werner Riedmann |
| 6     | Un cadavre dans le champ         | Der Tote im Acker           | Richard Voss; Gerd Heymann, Axel Richter; Werner Riedmann |
| 7     | Vol au-dessus d'un nid d'espions | Tödlicher Verrat            | Richard Voss; Gerd Heymann, Tom Kupfer; Anabella Lorenz   |
| 8     | L'amour d'un père                | Vaterliebe                  | Richard Voss; Gerd Heymann, Tom Kupfer; Anabella Lorenz   |
| 9     | Un moment propice                | Die Gunst der Stunde        | Richard Voss; Gerd Heymann, Tom Kupfer; Anabella Lorenz   |
| 10    | Le péché originel                | Sündenfall                  | Richard Voss; Gerd Heymann, Tom Kupfer; Anabella Lorenz   |

### Saison 40 (2016)
| N° Ep | Titre Français                             | Titre Original        | Personnages principaux                                  |
| ----- | ------------------------------------------ | --------------------- | ------------------------------------------------------- |
| 1     | Ivre de puissance                          | Machtgefühle          | Richard Voss; Gerd Heymann, Tom Kupfer; Anabella Lorenz |
| 2     | Un idéalisme sans faille                   | Tödliche Ideale       | Richard Voss; Gerd Heymann, Tom Kupfer; Anabella Lorenz |
| 3     | Le cœur a ses raisons que la raison ignore | Liebesrausch (90 min) | Richard Voss; Gerd Heymann, Tom Kupfer; Anabella Lorenz |
| 4     | La peur au ventre                          | Die Angst danach      | Richard Voss; Gerd Heymann, Tom Kupfer; Anabella Lorenz |
| 5     | L'oiseau de paradis                        | Paradiesvogel         | Richard Voss; Gerd Heymann, Tom Kupfer; Anabella Lorenz |

### Saison 41 (2017)
| N° Ep | Titre Français        | Titre Original            | Personnages principaux                                      | Dates de première diffusion                                           |
| ----- | --------------------- | ------------------------- | ----------------------------------------------------------- | --------------------------------------------------------------------- |
| 1     | La force de la pensée | Kein Entrinnen            | Richard Voss; Tom Kupfer; Anabella Lorenz                   | Allemagne : 24 février 2017 sur ZDF France : 6 août 2019 sur France 3 |
| 2     | Belle comme le jour   | Schöner Schein            | Richard Voss; Tom Kupfer; Anabella Lorenz; Lennard Wandmann | Allemagne : 3 mars 2017 sur ZDF France : 7 août 2019 sur France 3     |
| 3     | Paroles d'outre-tombe | Stummer Zeuge             | Richard Voss; Tom Kupfer; Anabella Lorenz; Lennard Wandmann | Allemagne : 10 mars 2017 sur ZDF France : 7 août 2019 sur France 3    |
| 4     | La dernière danse     | Der letzte Tanz           | Richard Voss; Tom Kupfer; Anabella Lorenz; Lennard Wandmann | Allemagne : 17 mars 2017 sur ZDF France : 8 août 2019 sur France 3    |
| 5     | Piqûre fatale         | Therapie für Tote         | Richard Voss; Tom Kupfer; Anabella Lorenz; Lennard Wandmann | Allemagne : 24 mars 2017 sur ZDF France : 8 août 2019 sur France 3    |
| 6     | Le troisième œil      | Das 3. Auge               | Richard Voss; Tom Kupfer; Anabella Lorenz; Lennard Wandmann | Allemagne : 31 mars 2017 sur ZDF France : 9 août 2019 sur France 3    |
| 7     | Infiltration          | Drei Jahre lebenslänglich | Richard Voss; Tom Kupfer; Anabella Lorenz; Lennard Wandmann | Allemagne : 7 avril 2017 sur ZDF France : 9 août 2019 sur France 3    |
| 8     | Chagrin partagé       | Geteiltes Leid            | Richard Voss; Tom Kupfer; Anabella Lorenz; Lennard Wandmann | Allemagne : 14 avril 2017 sur ZDF France : 12 août 2019 sur France 3  |

### Saison 42 (2018)
| N° Ep | Titre Français           | Titre Original           | Personnages principaux                                      | Dates de première diffusion                                          |
| ----- | ------------------------ | ------------------------ | ----------------------------------------------------------- | -------------------------------------------------------------------- |
| 1     | Freiner, c'est tricher   | Wer bremst, hat verloren | Richard Voss; Tom Kupfer; Anabella Lorenz; Lennard Wandmann | Allemagne : 16 mars 2018 sur ZDF France : 14 août 2019 sur France 3  |
| 2     | Le bonheur parfait       | Das perfekte Glück       | Richard Voss; Tom Kupfer; Anabella Lorenz; Lennard Wandmann | Allemagne : 23 mars 2018 sur ZDF France : 15 août 2019 sur France 3  |
| 3     | L'Art de l'échec         | Die Kunst des Scheiterns | Richard Voss; Tom Kupfer; Anabella Lorenz; Lennard Wandmann | Allemagne : 30 mars 2018 sur ZDF France : 13 août 2019 sur France 3  |
| 4     | Tout pour mon enfant     | Fürs Kind allein         | Richard Voss; Tom Kupfer; Anabella Lorenz; Lennard Wandmann | Allemagne : 6 avril 2018 sur ZDF France : 14 août 2019 sur France 3  |
| 5     | Amour, gloire et secrets | In voller Absicht        | Richard Voss; Tom Kupfer; Anabella Lorenz; Lennard Wandmann | Allemagne : 13 avril 2018 sur ZDF France : 15 août 2019 sur France 3 |
| 6     | Le saut de l'ange        | Aufstiegskampf           | Richard Voss; Tom Kupfer; Anabella Lorenz; Lennard Wandmann | Allemagne : 20 avril 2018 sur ZDF France : 16 août 2019 sur France 3 |
| 7     | Meurtre, famille, patrie | Heimattreu               | Richard Voss; Tom Kupfer; Anabella Lorenz; Lennard Wandmann | Allemagne : 27 avril 2018 sur ZDF France : 12 août 2019 sur France 3 |

### Saison 43 (2019)
| N° Ep | Titre Français                    | Titre Original          | Personnages principaux                                      | Dates de première diffusion                              |
| ----- | --------------------------------- | ----------------------- | ----------------------------------------------------------- | -------------------------------------------------------- |
| 1     | Bébés secoués                     | Schuld und Sühne        | Richard Voss; Tom Kupfer; Anabella Lorenz; Lennard Wandmann | Allemagne : 5 avril 2019 sur ZDF France : 21 avril 2022  |
| 2     | Linge sale                        | Schmutzige Wäsche       | Richard Voss; Tom Kupfer; Anabella Lorenz; Lennard Wandmann | Allemagne : 12 avril 2019 sur ZDF France : 21 avril 2022 |
| 3     | Droit ou justice                  | Gerechtigkeit           | Richard Voss; Tom Kupfer; Anabella Lorenz; Lennard Wandmann | Allemagne : 19 avril 2019 sur ZDF France : 22 avril 2022 |
| 4     | Le secret de Pia                  | Pias Geheimnis          | Richard Voss; Tom Kupfer; Anabella Lorenz; Lennard Wandmann | Allemagne : 26 avril 2019 sur ZDF France : 22 avril 2022 |
| 5     | Concerto de mensonges             | Amalia                  | Richard Voss; Tom Kupfer; Anabella Lorenz; Lennard Wandmann | Allemagne : 3 mai 2019 sur ZDF France : 25 avril 2022    |
| 6     | De l'ombre à la clarté            | Bild des Todes          | Richard Voss; Tom Kupfer; Anabella Lorenz; Lennard Wandmann | Allemagne : 10 mai 2019 sur ZDF France : 25 avril 2022   |
| 7     | L'Enfer recommence                | Das perfekte Opfer      | Richard Voss; Tom Kupfer; Anabella Lorenz; Lennard Wandmann | Allemagne : 17 mai 2019 sur ZDF France : 26 avril 2022   |
| 8     | Amitié vénimeuse                  | Vergiftete Freundschaft | Richard Voss; Tom Kupfer; Anabella Lorenz; Lennard Wandmann | Allemagne : 24 mai 2019 sur ZDF France : 26 avril 2022   |
| 9     | La belle, la bête et l'entraîneur | Knock-out               | Richard Voss; Tom Kupfer; Anabella Lorenz; Lennard Wandmann | Allemagne : 31 mai 2019 sur ZDF France : 13 août 2019    |

### Saison 44 (2020)
| N° Ep | Titre Français          | Titre Original      | Personnages principaux                                      | Dates de première diffusion                              |
| ----- | ----------------------- | ------------------- | ----------------------------------------------------------- | -------------------------------------------------------- |
| 1     | Une fin pas si paisible | Unvergessen         | Richard Voss; Tom Kupfer; Anabella Lorenz; Lennard Wandmann | Allemagne : 20 mars 2020 sur ZDF France : 27 avril 2022  |
| 2     | Un homme alpha          | Verletzte Gefühle   | Richard Voss; Tom Kupfer; Anabella Lorenz; Lennard Wandmann | Allemagne : 27 mars 2020 sur ZDF France : 27 avril 2022  |
| 3     | Intrigues en famille    | Familienbande       | Richard Voss; Tom Kupfer; Anabella Lorenz; Lennard Wandmann | Allemagne : 3 avril 2020 sur ZDF France : 28 avril 2022  |
| 4     | Championnes olympiques  | Der schwarze Tunnel | Richard Voss; Tom Kupfer; Anabella Lorenz; Lennard Wandmann | Allemagne : 10 avril 2020 sur ZDF France : 28 avril 2022 |
| 5     | SOS Détresse            | Verlorene Seelen    | Richard Voss; Tom Kupfer; Anabella Lorenz; Lennard Wandmann | Allemagne : 17 avril 2020 sur ZDF France : 29 avril 2022 |
| 6     | Inégalité des chances   | Chancenlos          | Richard Voss; Tom Kupfer; Anabella Lorenz; Lennard Wandmann | Allemagne : 24 avril 2020 sur ZDF France : 29 avril 2022 |
| 7     | Parents abandonnés      | Funkstille          | Richard Voss; Tom Kupfer; Anabella Lorenz; Lennard Wandmann | Allemagne : 1er mai 2020 sur ZDF France : 2 mai 2022     |
| 8     | Eaux troubles           | Kalte Wasser        | Richard Voss; Tom Kupfer; Anabella Lorenz; Lennard Wandmann | Allemagne : 8 mai 2020 sur ZDF France : 2 mai 2022       |

### Saison 45 (2021)
| N° Ep | Titre Français           | Titre Original      | Personnages principaux                                       | Dates de première diffusion                           |
| ----- | ------------------------ | ------------------- | ------------------------------------------------------------ | ----------------------------------------------------- |
| 1     | Fausse identité          | Falsche Identität   | Richard Voss; Tom Kupfer; Anabella Lorenz; Lennard Wandmann  | Allemagne : 2 avril 2021 sur ZDF France : 3 mai 2022  |
| 2     | Immortelle               | Unsterblich         | Richard Voss; Tom Kupfer; Anabella Lorenz; Lennard Wandmann  | Allemagne : 9 avril 2021 sur ZDF France : 3 mai 2022  |
| 3     | La Seule issue possible  | Kein Entkommen      | Richard Voss; Tom Kupfer; Anabella Lorenz; Lennard Wandmann  | Allemagne : 16 avril 2021 sur ZDF France : 4 mai 2022 |
| 4     | Les Illusions amoureuses | Trügerische Liebe   | Richard Voss; Tom Kupfer; Anabella Lorenz; Lennard Wandmann  | Allemagne : 23 avril 2021 sur ZDF France : 4 mai 2022 |
| 5     | Une nouvelle voie        | Freier Fall         | Richard Voss; Tom Kupfer; Anabella Lorenz; Lennard Wandmann  | Allemagne : 30 avril 2021 sur ZDF France : 5 mai 2022 |
| 6     | Le Bouc émissaire        | Nicht schuldig      | Richard Voss; Tom Kupfer; Anabella Lorenz; Joshua Tottlinger | Allemagne : 7 mai 2021 sur ZDF France : 5 mai 2022    |
| 7     | Des liens toxiques       | Toxische Verbindung | Richard Voss; Tom Kupfer; Anabella Lorenz; Joshua Tottlinger | Allemagne : 14 mai 2021 sur ZDF France : 6 mai 2022   |
| 8     | Le Plafond de verre      | Verspottung         | Richard Voss; Tom Kupfer; Anabella Lorenz; Joshua Tottlinger | Allemagne : 21 mai 2021 sur ZDF France : 6 mai 2022   |

### Saison 46 (2022)
| N° Ep | Titre Français                  | Titre Original        | Personnages principaux                                     | Dates de première diffusion                                              |
| ----- | ------------------------------- | --------------------- | ---------------------------------------------------------- | ------------------------------------------------------------------------ |
| 1     | Un jour dans une vie            | Ein Tag im Leben      | Richard Voss; Tom Kupfer; Anabella Lorenz; Julia Lulu Zhao | Allemagne : 18 mars 2022 sur ZDF France : 15 juillet 2024 sur France 3   |
| 2     | Dans les coulisses d'un meurtre | Böses Blut            | Richard Voss; Tom Kupfer; Anabella Lorenz; Julia Lulu Zhao | Allemagne : 25 mars 2022 sur ZDF France : 16 juillet 2024 sur France 3   |
| 3     | Moralité et justice             | Zeugen der Anklage    | Richard Voss; Tom Kupfer; Anabella Lorenz; Julia Lulu Zhao | Allemagne : 1er avril 2022 sur ZDF France : 17 juillet 2024 sur France 3 |
| 4     | Faux diagnostic                 | Existenz              | Richard Voss; Tom Kupfer; Anabella Lorenz; Julia Lulu Zhao | Allemagne : 8 avril 2022 sur ZDF France : 18 juillet 2024 sur France 3   |
| 5     | Tombé de haut                   | Tod am Kliff (90 min) | Richard Voss; Tom Kupfer; Anabella Lorenz; Julia Lulu Zhao | Allemagne : 15 avril 2022 sur ZDF France : 25 mai 2025 sur France 3      |
| 6     | Le roi-lune                     | Der Mondkönig         | Richard Voss; Tom Kupfer; Anabella Lorenz; Julia Lulu Zhao | Allemagne : 22 avril 2022 sur ZDF France : 19 juillet 2024 sur France 3  |
| 7     | La troupe                       | Verantwortung         | Richard Voss; Tom Kupfer; Anabella Lorenz; Julia Lulu Zhao | Allemagne : 29 avril 2022 sur ZDF France : 22 juillet 2024 sur France 3  |
| 8     | De vieux amis                   | Alte Freunde          | Richard Voss; Tom Kupfer; Anabella Lorenz; Julia Lulu Zhao | Allemagne : 6 mai 2022 sur ZDF France : 22 juillet 2024 sur France 3     |

## Période Thomas Heinze (depuis 2023)

### Saison 47 (2023)
| N° Ep | Titre Français          | Titre Original            | Personnages principaux                            | Dates de première diffusion                                             |
| ----- | ----------------------- | ------------------------- | ------------------------------------------------- | ----------------------------------------------------------------------- |
| 1     | Les héros du voisinage  | Helden von nebenan        | Richard Voss; Anabella Lorenz; Julia Lulu Zhao    | Allemagne : 10 mars 2023 sur ZDF France : 23 juillet 2024 sur France 3  |
| 2     | Le prix de la vérité    | Der Preis den ich zahle   | Richard Voss; Anabella Lorenz; Julia Lulu Zhao    | Allemagne : 17 mars 2023 sur ZDF France : 23 juillet 2024 sur France 3  |
| 3     | La peur du déclassement | Abstiegsangst             | Caspar Bergmann; Anabella Lorenz; Julia Lulu Zhao | Allemagne : 24 mars 2023 sur ZDF France : 24 juillet 2024 sur France 3  |
| 4     | Pêche à la fortune      | Die Bedürftige            | Caspar Bergmann; Anabella Lorenz; Julia Lulu Zhao | Allemagne : 31 mars 2023 sur ZDF France : 24 juillet 2024 sur France 3  |
| 5     | Dernière chance         | Die letzte Chance         | Caspar Bergmann; Anabella Lorenz; Julia Lulu Zhao | Allemagne : 7 avril 2023 sur ZDF France : 25 juillet 2024 sur France 3  |
| 6     | Le grand frère          | Der große Bruder          | Caspar Bergmann; Anabella Lorenz; Julia Lulu Zhao | Allemagne : 14 avril 2023 sur ZDF France : 25 juillet 2024 sur France 3 |
| 7     | Seulement le meilleur   | Nur das Beste             | Caspar Bergmann; Anabella Lorenz; Julia Lulu Zhao | Allemagne : 21 avril 2023 sur ZDF France : 26 juillet 2024 sur France 3 |
| 8     | L'impossible retour     | Rückkehr ohne Wiedersehen | Caspar Bergmann; Anabella Lorenz; Julia Lulu Zhao | Allemagne : 28 avril 2023 sur ZDF France : 26 juillet 2024 sur France 3 |

### Saison 48 (2024)
| N° Ep | Titre Français | Titre Original          | Personnages principaux                            | Dates de première diffusion                       |
| ----- | -------------- | ----------------------- | ------------------------------------------------- | ------------------------------------------------- |
| 1     |                | Crash                   | Caspar Bergmann; Anabella Lorenz; Julia Lulu Zhao | Allemagne : 5 avril 2024 sur ZDF France : inédit  |
| 2     |                | Exit                    | Caspar Bergmann; Anabella Lorenz; Julia Lulu Zhao | Allemagne : 12 avril 2024 sur ZDF France : inédit |
| 3     |                | Mutterliebe             | Caspar Bergmann; Anabella Lorenz; Julia Lulu Zhao | Allemagne : 19 avril 2024 sur ZDF France : inédit |
| 4     |                | Der schönste Tag        | Caspar Bergmann; Anabella Lorenz; Julia Lulu Zhao | Allemagne : 26 avril 2024 sur ZDF France : inédit |
| 5     |                | Das gute Leben          | Caspar Bergmann; Anabella Lorenz; Julia Lulu Zhao | Allemagne : 3 mai 2024 sur ZDF France : inédit    |
| 6     |                | Racheengel              | Caspar Bergmann; Anabella Lorenz; Julia Lulu Zhao | Allemagne : 10 mai 2024 sur ZDF France : inédit   |
| 7     |                | Der Weg in die Freiheit | Caspar Bergmann; Anabella Lorenz; Julia Lulu Zhao | Allemagne : 17 mai 2024 sur ZDF France : inédit   |
| 8     |                | Gestorben wird immer    | Caspar Bergmann; Anabella Lorenz; Julia Lulu Zhao | Allemagne : 24 mai 2024 sur ZDF France : inédit   |